# 국도 제19호선 (모로코)
국도 제19호선(프랑스어: Route nationale 19, N19)은 텐드라라에서 멜리야까지 이어주는 모로코의 일반 국도로 총 연장은 약 291km이다. 주요 경유지는 다음과 같은 도시들을 경유하며, 베니엔사르, 나도르, 셀루안, 하시베르케인, 타우리르트, 데브두 등을 경유하고 있다.